# Regina Möller
Regina Möller (Regina Maria Möller; * 1962 in München, Deutschland) ist Künstlerin, Herausgeberin der Zeitschrift regina und Gründerin des Kunstlabels embodiment. Sie lebt in Berlin.

## Leben
Möller erhielt 1988 ihren M.A. der Philosophischen Fakultäten an der Ludwig-Maximilians-Universität in München. Anschließend lebte und arbeitete sie bis 1994 in New York. Seit 2003 lehrt sie als Professorin und Gastprofessorin an internationalen Hochschulen, wie zum Beispiel an der Kungliga Konsthögskolan Stockholm (KKH), Schweden, am Visual Arts Program (VAP) des Massachusetts Institute of Technology (MIT), Cambridge, USA, der Kunstakademie in Trondheim (KiT) der Norwegischen Universität für Wissenschaft und Technologie (NTNU) in Trondheim, Norwegen; School of Art, Design, Media (ADM) an der Nanyang Technological University (NTU), Singapore

## Werke
Möller erlangte 1994 internationale Aufmerksamkeit mit ihrer Arbeit „regina“. Ein Kunstwerk im Zeitschriftenformat. Es erscheint in limitierter Auflage und in unregelmäßigen Abständen. Noch im gleichen Jahr – 1994 – startete Regina Möller das label „embodiment“. Unter diesem Label entwirft sie Kleidung, Tapeten, Möbel – Innenausstattungen, deren Materialien sie mit neuen bzw. ungewohnten Bedeutungen auflädt. Mit Kunst als ihrem Medium untersucht Regina Möller den Bereich zwischen Körper und Umgebung, Kunst und Alltag, sowie Kunst und Design.
Die künstlerischen Arbeiten von Möller bewegen sich außerhalb eindeutiger Kategorisierungen; so arbeitet sie mit den verschiedensten Medien, wie Installation, Print Medium, Fotografie, Audio / Video, Comic, Kostümbild, Skulptur, Design und Kunst im öffentlichen Raum.

## Ausstellungen (Auswahl)
- Made in Munich. Haus der Kunst, München 2009
- DRESSing the MESSAGE. Sprengel Museum Hannover 2008
- Social Systems. ProjectBase, Tate St Ives, Cornwall / GB, 2007
- embodiment: seam, Fonds régional d'art contemporain - Pays de la Loire, Frankreich, Juli 2007
- Dresscode. Pixelpoint Festival, Nova Gorica, Slowenien 2006
- embodiment – dress plot. Wiener Secession, Wien, 2004
- bb3 - 3. Berlin Biennale. Kunst-Werke Berlin (KW) und Martin-Gropius-Bau, Berlin, 2004
- Spiel-Skulptur. Kunst im öffentlichen Raum, Niederösterreichische Landesregierung, Österreich, 2001
- Rénovation.  Languedoc-Roussillon, Montpellier, 2000
- embodiment-LineOne. Fonds régional d'art contemporain - Champagne-Ardenne, Reims, 1999
- Meinen Arbeitsplatz gibt es noch nicht. Kunstverein München, 1997
- Manifesta I. Rotterdam, Niederlande 1996
- NowHere. Louisiana Museum of Modern Art, Humlebaek, Dänemark, 1996
- regina. Künstlerhaus Stuttgart, 1994
- Aperto. Biennale di Venezia, Venedig 1993
- Kontext Kunst. Landesmuseum Graz, 1993